# Touro II
Touro II era um faraó (rei) do Antigo Egito, que reinou em data incerta em algum ponto entre o final de Nacada IIc e começo de Nacada IIIa (3500–3220/3200 a.C.). Sua existência foi proposta por Günter Dreyer, que ligou-o ao touro da Paleta do Touro que pisoteia um indivíduo. A ideia se pautou na datação da paleta, que é posterior ao grafite nos Colossos de Copto achados no templo do deus Mim em Copto e as cerâmicas do Túmulo U-j de Abidos de Escorpião I nas quais há símbolos associados a um suposto rei touro, fazendo crer que houve dois reis de mesmo nome, este e certo Touro I. Seja como for, Touro é agrupado historiograficamente na dinastia 00.